# One Piece: Gigant Battle
One Piece Gigant Battle es un videojuego para la consola Nintendo DS desarrollado por Namco Bandai. El juego fue lanzado en Japón en 2010 y en Europa en el año 2011.

## Modo de juego
El jugador podrá elegir entre varias opciones de juego como:
- Pírate grand prix
- Thousand arena
- Battle Royale
- 1-on-1 battle
- Free Battle
- 100 chain battle
- Multiplayer
- Training

## Personajes jugables
- Monkey D. Luffy
- Roronoa Zoro
- Nami
- Usopp
- Sanji
- Tony Tony Chopper
- Boa Hancock
- Jimbei
- Buggy
- Emporio Ivankov
- Portgas D. Ace
- Bartholomew Kuma
- Sir Crocodile
- Dracule Mihawk
- Magellan
- Edward Newgate/Barba Blanca
- Aokiji
- Kizaru
- Akainu
- Marshall D. Teach/Barba Negra

## Escenarios
- East Blue Park
- Merry's lagoon
- Judicial Sky
- Sabaody Arch
- Amazon Lily
- Impel Down
- Marineford
- Last Resort

- Datos: Q3352625